# Ралф Рикерман
Ралф Рикерман е германски басист, роден е на 8 август 1962 година в Любек, Германия известен като член на рок групата „Скорпиънс“.

## Биография
Още като 7-годишно дете Ралф демонстрира интерес и способности във всякакви музикални неща. В по-младите си години посещава частни уроци предимно в дисциплините джаз, латино и рок. Под ръководството и обучението на преподавателите си Ралф започва да свири на електрически бас, китара, барабани и перкусии.
На 16-годишна възраст решава да изучава музика на професионално ниво и записва класически уроци по пиано и бас. Учи класическа музика в продължение на четири години в една от най-уважаваните консерватории за музика в Германия.
Кариерата му започва след преместване от Германия в Лос Анджелис през 1987 г., където музикалните му способности бързо са забелязани от местната рок сцена. В началото работи с групата Кингдъм Кам през 1990 г. за най-новия им албум „Hands of Time“. Той програмира всички барабани, клавиши и синтезатори.
През 1991 г. Ралф Рикерман се присъединява към групата „Скорпиънс“, като нов басист. По време на 12-годишната си кариера като член на групата участва в записването на 8 златни и платинени албума, които се продават в милиони екземпляри по цял свят. В допълнение към приноса му като басист, Ралф написва песента „Mysterious“ за албума „Eye II Eye“. Песента заема трето място в американските класации. Докато е член на „Скорпиънс“ обикаля света шест пъти.
1999 година е време за промяна в живота му, след като приема предложение за актьорска кариера. Поради тази причинна пропуска записите на „Moment of Glory“, но участва в концерта на Експо 2000 в Хановер. Последният албум, който записва със „Скорпиънс“, е през 2001 година „Acoustica“.
В началото на 2003 година напуска германската рок група, като се отдава на филмова кариера.